# Lema Lifting the exponent
En Matemática, el lema lifting the exponent o lema LTE proporciona varias fórmulas para calcular la valoración p-ádica {\displaystyle v_{p}} de enteros de la forma {\displaystyle a^{n}\pm b^{n}}. Este lema de teoría de números elemental es llamado así ya que describe los pasos necesarios para "elevar" (lift) el exponente {\displaystyle p} en tales expresiones. Está relacionado al Lema de Hensel.

## Antecedentes
Los orígenes exactos del lema no están claros; el resultado con su nombre actual y forma, han sido notado en la primera década del siglo XXI. Sin embargo varias de sus ideas principales utilizadas para su demostración eran conocidas por Gauss y referenciadas en su obra Disquisitiones arithmeticae. A pesar de apareceer principalmente en problemas de competencias, a veces se aplica a temas de investigación, como las curvas elípticas.

## Demostración

### Caso Base (pimpar)
Se probará primero el caso base {\displaystyle \nu _{p}(x^{n}-y^{n})=\nu _{p}(x-y)} cuando {\displaystyle \operatorname {mcd} (n,p)=1}. Ya que {\displaystyle p\mid x-y\iff x\equiv y{\pmod {p}}},
{\displaystyle x^{n-1}+x^{n-2}y+x^{n-3}y^{2}+\dots +y^{n-1}\equiv nx^{n-1}\not \equiv 0{\pmod {p}}\quad (1)}
El hecho que {\displaystyle x^{n}-y^{n}=(x-y)(x^{n-1}+x^{n-2}y+x^{n-3}y^{2}+\dots +y^{n-1})} completa la demostración. {\displaystyle \blacksquare }
La condición {\displaystyle \nu _{p}(x^{n}+y^{n})=\nu _{p}(x+y)} para {\displaystyle n} impar es análoga.

### Caso General (pimpar)
Por medio de expansión binomial, la substitución {\displaystyle y=x+kp} puede ser usada en (1) para mostrar que {\displaystyle \nu _{p}(x^{p}-y^{p})=\nu _{p}(x-y)+1} ya que (1) es múltiplo de {\displaystyle p} pero no de {\displaystyle p^{2}}. Similarmente, {\displaystyle \nu _{p}(x^{p}+y^{p})=\nu _{p}(x+y)+1}.
Entonces, si {\displaystyle n} es escrito como {\displaystyle p^{a}b} donde {\displaystyle p\nmid b}, el caso base nos da 
{\displaystyle \nu _{p}(x^{n}-y^{n})=\nu _{p}((x^{p^{a}})^{b}-(y^{p^{a}})^{b})=\nu _{p}(x^{p^{a}}-y^{p^{a}})}.
Por inducción en {\displaystyle a},
{\displaystyle {\begin{aligned}\nu _{p}(x^{p^{a}}-y^{p^{a}})&=\nu _{p}(((\dots (x^{p})^{p}\dots ))^{p}-((\dots (y^{p})^{p}\dots ))^{p})\quad {\text{(exponenciación usada }}a{\text{ veces por término)}}\\&=\nu _{p}(x-y)+a\end{aligned}}}
Un argumento similar puede ser aplicado para {\displaystyle \nu _{p}(x^{n}+y^{n})}.

### Caso general (p = 2)
La prueba para el caso {\displaystyle p} impar no puede ser directamente aplicada cuando {\displaystyle p=2} porque el coeficiente binomial{\displaystyle {\binom {p}{2}}={\frac {p(p-1)}{2}}} es entero múltiplo de {\displaystyle p} cuando {\displaystyle p} es impar.
Sin embargo, se puede mostrar que  {\displaystyle \nu _{2}(x^{n}-y^{n})=\nu _{2}(x-y)+\nu _{2}(n)} cuando {\displaystyle 4\mid x-y} al escribir {\displaystyle n=2^{a}b} donde {\displaystyle a} y {\displaystyle b} son enteros con {\displaystyle b} impar y notando que
{\displaystyle {\begin{aligned}\nu _{2}(x^{n}-y^{n})&=\nu _{2}((x^{2^{a}})^{b}-(y^{2^{a}})^{b})\\&=\nu _{2}(x^{2^{a}}-y^{2^{a}})\\&=\nu _{2}((x^{2^{a-1}}+y^{2^{a-1}})(x^{2^{a-2}}+y^{2^{a-2}})\cdots (x^{2}+y^{2})(x+y)(x-y))\\&=\nu _{2}(x-y)+a\end{aligned}}}
dado que {\displaystyle x\equiv y\equiv \pm 1{\pmod {4}}}, cada factor de la forma {\displaystyle x^{2^{k}}+y^{2^{k}}} en el paso de diferencias de cuadrados es congruente a 2 módulo 4.
El resultado más fuerte {\displaystyle \nu _{2}(x^{n}-y^{n})=\nu _{2}(x-y)+\nu _{2}(x+y)+\nu _{2}(n)-1} cuando {\displaystyle 2\mid x-y} se prueba análogamente.

## Resumen
Para {\displaystyle x,y} enteros, un entero positivo {\displaystyle n}, y un número primo {\displaystyle p} tal que {\displaystyle p\nmid x} y {\displaystyle p\nmid y}, las siguientes afirmaciones se cumplen:
- Cuando {\displaystyle p} es impar:
  - Si {\displaystyle p\mid x-y}, entonces {\displaystyle \nu _{p}(x^{n}-y^{n})=\nu _{p}(x-y)+\nu _{p}(n)}.
  - Si {\displaystyle n} es impar y {\displaystyle p\mid x+y}, entonces {\displaystyle \nu _{p}(x^{n}+y^{n})=\nu _{p}(x+y)+\nu _{p}(n)}.

- Cuando {\displaystyle p=2}:
  - Si {\displaystyle 2\mid x-y} y {\displaystyle n} es impar, entonces {\displaystyle \nu _{2}(x^{n}-y^{n})=\nu _{2}(x-y)}. (Es consecuencia del caso general.)
  - Si {\displaystyle 4\mid x-y}, entonces {\displaystyle \nu _{2}(x+y)=1} y por tanto {\displaystyle \nu _{2}(x^{n}-y^{n})=\nu _{2}(x-y)+\nu _{2}(n)}.
  - Si {\displaystyle 2\mid x-y} y {\displaystyle n} es par, entonces {\displaystyle \nu _{2}(x^{n}-y^{n})=\nu _{2}(x-y)+\nu _{2}(x+y)+\nu _{2}(n)-1}.

- Para todo {\displaystyle p}:
  - Si {\displaystyle \operatorname {mcd} (n,p)=1} y {\displaystyle p\mid x-y}, entonces {\displaystyle \nu _{p}(x^{n}-y^{n})=\nu _{p}(x-y)}.
  - Si {\displaystyle \operatorname {mcd} (n,p)=1}, {\displaystyle p\mid x+y} y {\displaystyle n} impar, entonces {\displaystyle \nu _{p}(x^{n}+y^{n})=\nu _{p}(x+y)}.

## Ejemplo
Encuentre todos los {\displaystyle n} naturales tales que {\displaystyle 2^{n}\mid 3^{n}-1}.
Solución. Para {\displaystyle n=1}, {\displaystyle 2\mid 3-1} es verdadera.
Para {\displaystyle n\geq 2}, {\displaystyle 3^{n}-1\equiv (-1)^{n}-1\equiv 0({\bmod {4}})} por tanto {\displaystyle n} debe ser par. Para los casos {\displaystyle n=2}, {\displaystyle 2^{2}\mid 3^{2}-1} y {\displaystyle n=4}, {\displaystyle 2^{4}\mid 3^{4}-1} son verdaderas.
Ahora, aplicando el lema LTE
{\displaystyle v_{2}(3^{n}-1)=v_{2}(3-1)+v_{2}(3+1)+v_{2}(n)-1=v_{2}(n)+2}
Sabemos que si {\displaystyle 2^{n}\mid 3^{n}-1} debe de suceder que {\displaystyle 2^{n}\mid 2^{v_{2}(3^{n}-1)}}, por tanto {\displaystyle n\leq v_{2}(n)+2}. De ahí podemos decir
{\displaystyle v_{2}(n)\geq n-2\Leftrightarrow n\geq 2^{n-2}}
Resulta que para {\displaystyle n\geq 5}, {\displaystyle 2^{n-2}>n}. Esto se puede probar por inducción, terminando así la prueba. {\displaystyle \blacksquare }